# 沖縄市立越来中学校
沖縄市立越来中学校（おきなわしりつ ごえくちゅうがっこう）は、沖縄県沖縄市越来にある市立中学校。

## 通学区域
越来一丁目、二丁目、三丁目1番～8番、9番18号～9番20号、10番～13番、14番19号、14番25号、14番27号、14番34号～14番36号、15番～24番、美里一丁目1番～26番、29番5号、29番6号、29番9号、29番10号、29番12号、29番14号、29番18号～29番20号、30番3号、二丁目1番、11番、三丁目1番、4番、五丁目2番～5番、住吉一丁目、二丁目1番～14番、16番～28番、照屋一丁目1番～35番、38番、39番、42番、43番、宮里一丁目1番25号、13番1号、13番11号、14番～16番、嘉間良一丁目2番13号～2番15号、2番18号～2番20号、3番28号、3番37号～3番39号、3番43号、3番44号、3番47号、4番～23番、二丁目、三丁目、城前町、八重島一丁目、二丁目、三丁目

## 著名な出身者
- 志慶真龍我(ハンドボール選手)